# Catriona Morrison
Catriona Morrison née le 11 janvier 1977 à Glasgow est une triathlète et duathlète écossaise. Championne du monde de duathlon et multiple vainqueur sur triathlon Ironman et Ironman 70.3.

## Biographie
Catriona Morrison annonce qu'elle prend officiellement sa retraite du triathlon en 2014. Après 18 mois de blessures et après un retour en 2013 où elle remporte l'Ironman 70.3 Saint-Croix et une saison 2014 avec une qualification pour les finales des championnats du monde d'Ironman et d'Ironman 70.3. Elle abandonne lors de l'Ironman de Kona et reconnait dans la presse, qu'au-delà de la déception, que la motivation pour le triathlon de haut niveau, n'est plus là.
Elle est distinguée en 2016 pour l'ensemble de sa carrière sportive et de son action dans le triathlon et le sport comme membre de l'ordre de l'Empire britannique

## Palmarès
Le tableau présente les résultats les plus significatifs (podium) obtenus sur le circuit international de triathlon et de duathlon depuis 2005,.
| Année | Compétition                          | Pays        | Position | Temps           |
| ----- | ------------------------------------ | ----------- | -------- | --------------- |
| 2014  | Ironman 70.3 Auckland                | Australie   |          | 4 h 14 min 42 s |
| 2014  | Triathlon EDF Alpe d'Huez            | France      |          | 6 h 19 min 37 s |
| 2011  | Ironman Texas                        | États-Unis  |          | 8 h 57 min 41 s |
| 2011  | Ironman 70.3 St Croix                | États-Unis  |          | 4 h 29 min 28 s |
| 2011  | Ironman 70.3 Texas                   | États-Unis  |          | 4 h 6 min 43 s  |
| 2011  | Triathlon EDF Alpe d'Huez            | France      |          | 6 h 25 min 0 s  |
| 2010  | Ironman Lanzarote                    | Espagne     |          | 10 h 3 min 52 s |
| 2010  | Ironman 70.3 St Croix                | États-Unis  |          | 4 h 31 min 36 s |
| 2009  | Ironman 70.3 Royaume-Uni             | Royaume-Uni |          | 4 h 40 min 14 s |
| 2009  | Ironman 70.3 St Croix                | États-Unis  |          | Timing          |
| 2009  | Challenge Roth                       | Allemagne   |          | 8 h 48 min 11 s |
| 2007  | Championnat du monde longue distance | France      |          | 4 h 5 min 57 s  |
| 2006  | Ironman 70.3 Royaume-Uni             | Royaume-Uni |          | Timing          |

| Année | Compétition                                       | Pays        | Position | Temps           |
| ----- | ------------------------------------------------- | ----------- | -------- | --------------- |
| 2010  | Championnats du monde de duathlon                 | Royaume-Uni |          | 2 h 2 min 47 s  |
| 2009  | Championnats d'Europe de duathlon longue distance | Hongrie     |          | 2 h 4 min 43 s  |
| 2008  | Championnats du monde de duathlon longue distance | Belgique    |          | 3 h 44 min 23 s |
| 2008  | Championnats du monde de duathlon                 | Italie      |          | 2 h 2 min 29 s  |
| 2007  | Championnats du monde de duathlon longue distance | États-Unis  |          | 3 h 34 min 56 s |
| 2007  | Championnats d'Europe de duathlon                 | Royaume-Uni |          | 2 h 11 min 30 s |
| 2006  | Championnats du monde de duathlon                 | Canada      |          | 2 h 4 min 18 s  |
| 2005  | Championnats du monde de duathlon                 | Australie   |          | 2 h 11 min 28 s |